# Loranthaceae
Loranthaceae је фамилија дрвенастих скривеносеменица из реда Santalales. Фамилија обухвата око 68 родова и преко 950 врста, од којих већина води полупаразитски арбореални начин живота. Својим жбунастим изгледом, хабитус биљака из фамилије Loranthaceae подсећа на имелу, која је раније и сврставана у ову фамилију. Само три врсте живе на земљишту (Atkinsonia ligustrina, Gaiadendron punctatum и Nuytsia floribunda) . 

## Филогенија и списак родова
Фамилија се филогенетски састоји из две групе: у прву спада само једна западноаустралијска терестрична врста (Nuytsia floribunda), док остале врсте чине другу монофилетску кладу.
|  |  |  |